# 小药猪毛菜
小药猪毛菜（学名：Salsola micranthera）为苋科猪毛菜属的植物。分布在中亚地区以及中国大陆的新疆等地，多生在砂质荒漠及砂地，目前尚未由人工引种栽培。